# Andøy
Gmina Andøy (norw. Andøy kommune) – norweska gmina leżąca w regionie Nordland. Jej siedzibą jest miasto Andenes.
Andøy jest 170. norweską gminą pod względem powierzchni.

## Demografia
Według danych z roku 2005 gminę zamieszkuje 5341 osób. Gęstość zaludnienia wynosi 8,1 os./km². Pod względem zaludnienia Andøy zajmuje 183. miejsce wśród norweskich gmin.
| ludność stan na 1 stycznia 2005 |         |           |       |
|                                 | kobiety | mężczyźni | razem |
| osób                            | 2666    | 2675      | 5341  |
| %                               | 49,92%  | 50,08%    | 100%  |

| wykształcenie stan na 1 października 2004 |        |         |        |        |
|                                           | podst. | średnie | wyższe | niezn. |
| osób                                      | 1229   | 2402    | 576    | 83     |
| %                                         | 28,65% | 55,99%  | 13,43% | 1,93%  |

## Edukacja
Według danych z 1 października 2004:
- liczba szkół podstawowych (norw. grunnskolar): 8
- liczba uczniów szkół podst.: 705

## Władze gminy
Według danych na rok 2011 administratorem gminy (norw. rådmann) jest Kirsten Lehne Pedersen, natomiast burmistrzem (norw. ordfører, d. borgermester) jest Jonni Helge Solsvik.